# Autostrada A560 (Niemcy)
Autostrada A560 (niem. Bundesautobahn 560 (BAB 560) także Autobahn 560 (A560)) – autostrada w Niemczech przebiegająca z zachodu na wschód i łączy autostradę A59 z autostradą A3 stanowiąc południową obwodnicę Siegburga i dalej na wschód jako północna obwodnica Hennef w Nadrenii Północnej-Westfalii.